# Walter Paveley
Sir Walter Paveley (1319 – 1375) foi um cavaleiro inglês e comandante militar durante a Guerra dos Cem Anos. Em 1348 ele foi um dos cavaleiros fundadores, o vigésimo quinto Cavaleiro da Ordem da Jarreteira. 
Paveley serviu várias vezes em comitivas de Bartolomeu Burghersh o velho e Sir Bartolomeu de Burghersh, o jovem. Ele lutou na primeira expedição de 1338-1339 com Eduardo III nos Países Baixos. Então Paveley participou da Guerra da Sucessão da Bretanha, durante duas campanhas distintas, 1342-43 e 1345, incluindo o cerco a Rennes por Walter de Manny. Paveley lutou na França quase todos os anos até o Tratado de Brétigny (1360), principalmente ao se juntar a Henrique de Lancaster na expedição à Normandia (1346), na campanha de Eduardo III no norte da França, Crécy e Calais (1346-1347), o Great Raid de 1355, com Eduardo, o Príncipe Negro na Aquitânia e de Languedoc na batalha de Poitiers (1356).